# Dallas (Wisconsin)
Pour les articles homonymes, voir Dallas (homonymie).
Dallas est un village du comté de Barron, dans l'État du Wisconsin, aux États-Unis. En 2020, il comptait une population de 359 habitants.